# Aleksandr Txernín
Aleksandr Mikhàilovitx Txernín (en rus: Александр Михайлович Чернин); nascut al si d'una família jueva a Khàrkiv, RSS d'Ucraïna, el 6 de març de 1960), és un jugador d'escacs exsoviètic, que fou Campió de l'URSS, i que actualment resideix a Hongria. Té el títol de Gran Mestre des de 1985.
Tot i que es roman inactiu des del juliol del 2011, a la llista d'Elo de la FIDE de l'agost de 2020, hi tenia un Elo de 2614 punts, cosa que en feia el jugador número 10 d'Hongria. El seu màxim Elo va ser de 2645 punts, a la llista de gener de 1998 (posició 28 al rànquing mundial).

## Resultats destacats en competició
De jove, va tenir molts èxits en torneigs, i ràpidament va ascendir als primers llocs en els rànquings juvenils. El 1979 va participar en el Campionat del món juvenil a Skien, i hi acabà segon, rere Yasser Seirawan. Poc després, (el gener de 1980), va participar en el Campionat d'Europa juvenil a Groningen, i hi quedà campió (per davant de Zurab Azmaiparaixvili).
Aquests triomfs de prestigi i l'obtenció del títol de Mestre Internacional posaren les bases pel seu creixement com a jugador els anys següents, en què va obtenir la victòria en importants torneigs internacionals, (empatat o en solitari), com a Irkutsk 1980, Copenhaguen 1984 (i 1986 amb Vassili Smislov), Stary Smokovec 1984, Polanica Zdroj (Memorial Rubinstein) 1988, i Praga 1989. També notables foren els segons llocs a Cienfuegos 1981, Reggio Emilia 1986/7 (el campió fou Zoltan Ribli), i Marsella 1990 (amb Ievgueni Baréiev, el campió fou Gilles Miralles).
El punt àlgid de la seva carrera va arribar sens dubte el 1985, any en què va esdevenir Gran Mestre, va guanyar el Campionat de la Unió Soviètica (conjuntament amb Víktor Gàvrikov i Mikhaïl Gurévitx) Va tenir una bona actuació a l'Interzonal de Gammarth (Tunísia), i obtingué una plaça pel Torneig de Candidats de Montpeller, tot i que en aquest torneig no hi va jugar bé i va quedar a mitjan taula. De tota manera, el mateix any va guanyar dues medalles d'or, una per equips i l'altra individual, al I Campionat del món per equips a Lucerna, on hi va participar amb l'equip soviètic.
En un altre esdeveniment de primera línia, el Campionat del món de Blitz celebrat a Saint John el 1988, hi acabà empatat al tercer lloc (amb Kiril Gueorguiev, després de Mikhaïl Tal i Rafael Vaganian). El 1989 fou segon (empatat al primer lloc amb el campió Mikhaïl Gurévitx) al World Open a Filadèlfia amb 7½/9 punts.
Entrats els 1990, Txernín encara va tenir bones actuacions en competició internacional; fou primer al Torneig de Dortmund de 1990 (per davant de Borís Guélfand) i va tenir èxit també a Buenos Aires 1992, Goteborg 1996 i Aubervilliers 1996 (aquest darrer, un torneig d'escacs ràpids).
Txernín va mudar-se a Budapest el 1992 i es va nacionalitzar hongarès un any més tard. Des de llavors, ha representat el seu nou país molts cops, com per exemple a les olimpíades d'escacs de 1994 i de 1996, i també a tres Campionat d'Europa per equips, el darrer cop el 1999, quan hi va guanyar una medalla d'argent.
A partir del 2000 va començar a jugar menys, però tot i això quedà primer ex aequo al Masters de Còrsega, on perdé contra Viswanathan Anand la partida de play-off final pel títol de campió. Al torneig zonal de Budapest de 2000 hi va ocupar el segon lloc.
S'ha dedicat també a entrenar, i el seu deixeble més conegut és l'italo-americà Fabiano Caruana. El 2004 la FIDE li va atorgar el títol de FIDE Senior Trainer, el màxim títol d'entrenador internacional.
Txernín és un reputat teòric dels escacs i ha escrit articles per New In Chess entre d'altres publicacions. En el camp de la teoria d'obertures, és un notable expert en la defensa Pirc, i el 2001 va escrire'n un llibre, conjuntament amb Lev Alburt, anomenat Pirc Alert!.

## Partides notables
- Alexander Chernin vs John Van der Wiel EUCup Grp3 1997, obertura Zukertort (A04), 1–0
- Alexander Chernin vs Alexander Utnasunov FIDE World Ch 2000, defensa semieslava (D45), 1-0
- Peter K Wells vs Alexander Chernin Tch-AUT −01 2000, gambit Benko acceptat (A57), 0–1